# Wwiedienskoje (wieś w obwodzie kurgańskim)
Wwiedienskoje (ros. Введенское) – wieś (sieło) w Rosji, w obwodzie kurgańskim, w rejonie kietowskim. W 2010 liczyła 4537 mieszkańców.